# Aleksander Warma
Aleksander Warma (Varma) (* 10. Junijul. / 22. Juni 1890greg. im Dorf Viinistu, heute Gemeinde Loksa, Landkreis Harjumaa, Estland; † 23. Dezember 1970 in Stockholm, Schweden) war ein estnischer Exilpolitiker und von 1963 bis 1970 Staatsoberhaupt der Republik Estland im Exil.

## Jugend, Ausbildung und Studium
Aleksander Warma verdingte sich von 1907 bis 1914 mit Unterbrechungen als Heizer, Matrose und Steuermann auf Handelsschiffen. Im Ersten Weltkrieg war er von 1914 bis 1918 in der russischen Kriegsflotte eingesetzt. Mit der Gründung der Republik Estland 1918 schlug er eine Karriere in der estnischen Marine ein. Er studierte an den Schifffahrtsschulen von Käsmu und Narva und legte 1920 in Riga sein Seeschifffahrtsexamen ab.
Von 1920 bis 1924 studierte er Rechtswissenschaft an der Universität Tartu. 1928 wurde er Magister juris. 1920 bis 1924 arbeitete er neben seinem Studium im Stab der estnischen Marine. Von 1924 bis 1926 war er als Jurist im estnischen Verteidigungsministerium tätig, 1926/27 in der Rechtsabteilung des estnischen Außenministeriums und von 1927 bis 1931 als dortiger Leiter der Zentralabteilung. Von 1931 bis 1933 wurde Aleksander Warma an die Botschaft Moskau versetzt und war von 1933 bis 1938 estnischer Generalkonsul in Leningrad. 1938/39 war er estnischer Gesandter in Kaunas und von 1939 bis 1944 in Helsinki.

## Exilpolitiker
Mit der Besetzung Estlands durch die Sowjetunion emigrierte Aleksander Warma ins schwedische Exil. In der estnischen Exilregierung war er von 1953 bis 1962 als Außen- und Gerichtsminister und 1962/63 als stellvertretender Ministerpräsident mit den Aufgaben eines Außenministers tätig. Vom 30. März 1963 bis zu seinem Tod am 23. Dezember 1970 war er Ministerpräsident mit den Aufgaben des Präsidenten und Staatsoberhaupt der Republik Estland im Exil.
2002 wurde sein Leichnam auf den Waldfriedhof von Tallinn umgebettet und neben seiner Frau Marta beigesetzt.

## Auszeichnungen
Aleksander Warma war Träger estnischer (Verleihung 1920 und 1938), lettischer (1931), finnischer (1931) und russischer (1915) Orden.